# Монсон
Монсо́н (ісп. Monzón) — місто автономної області Арагон. Згідно з переписом 2010 року, населення муніципалітету становить 17115 осіб.

## Релігія
- Центр Барбастро-Монсонської діоцезії Католицької церкви.